# Associazione Calcio Arezzo 2002-2003
Questa pagina raccoglie le informazioni riguardanti l'Associazione Calcio Arezzo nelle competizioni ufficiali della stagione 2002-2003.

## Stagione
Nella stagione 2002-2003 l'Arezzo disputa il girone A del campionato di Serie C1, raccoglie 24 punti con l'ultimo posto della classifica, retrocedendo in Serie C2. Tre i tecnici che si sono alternati nel corso della stagione, con l'obiettivo di far mantenere la categoria agli amaranto, senza peraltro riuscirci, almeno sul campo. Migliore il percorso nella Coppa Italia di Serie C, dove la squadra aretina vince il girone I di qualificazione, eliminando Carrarese, Montevarchi, Sangiovannese e Poggibonsi, poi nei sedicesimi elimina nel doppio confronto il Cesena dopo i tiri di rigore, negli ottavi elimina la Sambenedettese, nei quarti supera l'Aquila, mentre in semifinale viene eliminata dal Brindisi. Al termine della stagione giunge anche la buona novella del ripescaggio in Serie C1, grazie alla promozione in Serie B della Florentia Viola.

## Rosa
| N. |                    | Ruolo | Calciatore                 |
| -- | ------------------ | ----- | -------------------------- |
|    | Italia (bandiera)  | A     | Alfredo Aglietti           |
|    | Nigeria (bandiera) | C     | Ibrahim Babatunde          |
|    | Italia (bandiera)  | D     | Mirko Barbagli             |
|    | Italia (bandiera)  | P     | Francesco Benussi          |
|    | Italia (bandiera)  | P     | Giacomo Bindi              |
|    | Italia (bandiera)  | D     | Andrea Bricca              |
|    | Italia (bandiera)  | C     | Andrea Bussi               |
|    | Italia (bandiera)  | C     | Davide Campofranco         |
|    | Italia (bandiera)  | C     | Francesco Cangi            |
|    | Italia (bandiera)  | C     | Antonio Cardona            |
|    | Italia (bandiera)  | D     | Gianpaolo Castorina        |
|    | Italia (bandiera)  | P     | Tommaso Dei                |
|    | Italia (bandiera)  | D     | Andrea Galeotti            |
|    | Italia (bandiera)  | D     | Silvio Vittorio Giampietro |
|    | Italia (bandiera)  | P     | Marco Giannitti            |
|    | Italia (bandiera)  | D     | Peter Livon                |
|    | Italia (bandiera)  | A     | Flavio Marzullo            |

| N. |                    | Ruolo | Calciatore          |
| -- | ------------------ | ----- | ------------------- |
|    | Italia (bandiera)  | C     | Francesco Mocarelli |
|    | Italia (bandiera)  | D     | Luca Moreo          |
|    | Italia (bandiera)  | A     | Andrea Mussi        |
|    | Romania (bandiera) | C     | Adrian Nalati       |
|    | Italia (bandiera)  | D     | Manuel Pasqual      |
|    | Italia (bandiera)  | C     | Giovanni Passiglia  |
|    | Italia (bandiera)  | A     | Cristian Pazzi      |
|    | Italia (bandiera)  | D     | Maurizio Peccarisi  |
|    | Italia (bandiera)  | A     | Lorenzo Pinamonte   |
|    | Italia (bandiera)  | P     | Giovanni Proietti   |
|    | Italia (bandiera)  | C     | Matteo Serafini     |
|    | Brasile (bandiera) | A     | Paco Soares         |
|    | Italia (bandiera)  | C     | Francesco Sorbini   |
|    | Italia (bandiera)  | C     | Gianluca Sordo      |
|    | Italia (bandiera)  | A     | Emiliano Testini    |
|    | Italia (bandiera)  | A     | Marco Vendrame      |
|    | Italia (bandiera)  | A     | Luca Vigna          |

## Risultati

### Campionato

#### Girone di andata
| Arbitro: | Giordano (Caltanissetta) |

|                  |           |             |
| Denis 33’ (rig.) | Marcatori | 54’ Testini |

| Arezzo 8 settembre 2002 2ª giornata | Arezzo              | 0 – 0 | Carrarese | Stadio Città di Arezzo\| Arbitro: \| Crugliano (Crotone) \| |
| Arbitro:                            | Crugliano (Crotone) |       |           |                                                             |

| Arbitro: | Zanzi (Lugo di Romagna) |

|                 |           |  |
| Salvalaggio 31’ | Marcatori |  |

| Arbitro: | Tagliavento (Terni) |

|                  |           |                           |
| Testini 61’, 82’ | Marcatori | 59’ Serrapica 90+5’ Lamma |

| Arbitro: | Cigalotti (Milano) |

|                                                       |           |                             |
| Pasqual 29’ Pinamonte 38’ Testini 49’ Paco Soares 60’ | Marcatori | 24’ Bia 78’, 80+9’ Bizzarri |

| Arbitro: | Marti (Modena) |

|                            |           |               |
| Dall'Acqua 25’, 59’ (rig.) | Marcatori | 28’ Pinamonte |

| Arbitro: | Landolfo (Frattamaggiore) |

|  |           |                      |
|  | Marcatori | 39’ (rig.) De Simone |

| Arbitro: | Vicinanza (Albenga) |

|                           |           |               |
| Bellotto 11’ Chianese 88’ | Marcatori | 90+2’ Testini |

| Arbitro: | Masin (Cervignano del Friuli) |

|                                                     |           |                 |
| Carobbio 27’ Barbagli 48’ (aut.) Araboni 68’ (rig.) | Marcatori | 58’ Campofranco |

| Arbitro: | Bernardoni (Modena) |

|               |           |             |
| Passiglia 31’ | Marcatori | 5’ Anzalone |

| Arbitro: | Herberg (Messina) |

|                      |           |              |
| Carruezzo 22’ (rig.) | Marcatori | 76’ Vendrame |

| Arbitro: | Saveri (Viterbo) |

|             |           |                          |
| Testini 90’ | Marcatori | 9’ N. Russo 75’ Trapella |

| Ferrara 24 novembre 2002 13ª giornata | SPAL              | 0 – 0 | Arezzo | Stadio Paolo Mazza\| Arbitro: \| Capozzi (Vicenza) \| |
| Arbitro:                              | Capozzi (Vicenza) |       |        |                                                       |

| Arbitro: | Ferraro (Crotone) |

|               |           |                        |
| Pinamonte 33’ | Marcatori | 73’ Ginestra 83’ Succi |

| Arbitro: | Torella (Roma) |

|              |           |  |
| A. Villa 18’ | Marcatori |  |

| Arbitro: | Nicoletti (Macerata) |

|  |           |                |
|  | Marcatori | 42’ Varricchio |

| Arbitro: | Squillace (Catanzaro) |

|                       |           |                            |
| Pisano 2’ (rig.), 27’ | Marcatori | 62’ Pinamonte 67’ Vendrame |

#### Girone di ritorno
| Arbitro: | Mariuzzo (Venezia) |

|  |           |                               |
|  | Marcatori | 41’, 70’ Chiaretti 90’ Myrtaj |

| Arbitro: | Cenni (Imola) |

|               |           |  |
| Banchelli 33’ | Marcatori |  |

| Arbitro: | Di Fiore (Aosta) |

|                           |           |                    |
| Mocarelli 3’ Marzullo 16’ | Marcatori | 17’, 51’ S. Romano |

| Arbitro: | C. Rubino (Salerno) |

|            |           |                       |
| Bonura 57’ | Marcatori | 8’ Marzullo 78’ Vigna |

| Arbitro: | G. Rubino (Salerno) |

|             |           |                        |
| Makinwa 73’ | Marcatori | 45’ Serafini 72’ Vigna |

| Arbitro: | Lops (Torino) |

|  |           |            |
|  | Marcatori | 26’ Farina |

| Arbitro: | Bernardoni (Modena) |

|                                   |           |                            |
| Pellicori 5’ Nigro 52’ Rinino 57’ | Marcatori | 51’ Marzullo 56’ Peccarisi |

| Arbitro: | Marelli (Como) |

|               |           |                      |
| Mocarelli 47’ | Marcatori | 82’ (rig.) Chiappara |

| Arbitro: | Gava (Conegliano) |

|  |           |             |
|  | Marcatori | 67’ Bonazzi |

| Arbitro: | Ciancaleoni (Foligno) |

|                   |           |           |
| Facchinetti 90+5’ | Marcatori | 36’ Vigna |

| Arbitro: | Damato (Barletta) |

|                  |           |  |
| Testini 22’, 81’ | Marcatori |  |

| Arbitro: | De Luca (Pescara) |

|                         |           |  |
| Strada 13’ N. Russo 43’ | Marcatori |  |

| Arbitro: | Crugliano (Crotone) |

|                                  |           |                          |
| Serafini 50’ A. Mussi 56’ (rig.) | Marcatori | 21’ Arcadio 33’ La Canna |

| Arbitro: | Herberg (Messina) |

|              |           |  |
| Ginestra 49’ | Marcatori |  |

| Arbitro: | Rocchi (Firenze) |

|                            |           |                                        |
| A. Mussi 68’ Testini 90+3’ | Marcatori | 27’ A. Villa 47’ Bellini 89’ Cimarelli |

| Pisa 4 maggio 2003 33ª giornata | Pisa                  | 0 – 0 | Arezzo | Stadio Arena Garibaldi\| Arbitro: \| Sacco (Civitavecchia) \| |
| Arbitro:                        | Sacco (Civitavecchia) |       |        |                                                               |

| Arbitro: | Ferraro (Crotone) |

|                |           |                       |
| Giampietro 89’ | Marcatori | 58’ Alessi 69’ Pisano |

### Coppa Italia di Serie C

#### Girone I
| 18 agosto 2002 1ª giornata |  | – Turno di riposo Arezzo |  |  |

| Arbitro: | Tonin (Piombino) |

|  |           |               |
|  | Marcatori | 65’ Pinamonte |

| Arezzo 25 agosto 2002 3ª giornata | Arezzo        | 0 – 0 | Sangiovannese | Stadio Città di Arezzo\| Arbitro: \| Ciampi (Roma) \| |
| Arbitro:                          | Ciampi (Roma) |       |               |                                                       |

| Arbitro: | Ciancaleoni (Foligno) |

|  |           |                       |
|  | Marcatori | 65’ Pasqual 84’ Cangi |

| Arbitro: | Ioseffi (Siena) |

|               |           |  |
| Passiglia 70’ | Marcatori |  |

#### Sedicesimi di finale
| Arbitro: | Lena (Ciampino) |

|           |           |  |
| Moreo 45’ | Marcatori |  |

| Arbitro: | Pantana (Macerata) |

|                                   |                      |                                         |
| Denis 41’                         | Marcatori            |                                         |
| Dall'Ara Zattini Meloni Valentini | Tiri di rigore 3 – 5 | Pasqual Cardona Moreo Marzullo Aglietti |

#### Ottavi di finale
| Arbitro: | Barbirati (Ferrara) |

|                   |           |             |
| C. Pazzi 18’, 35’ | Marcatori | 36’ Corradi |

| San Benedetto del Tronto 5 febbraio 2003 Ritorno | Sambenedettese    | 0 – 0 | Arezzo | Stadio Riviera delle Palme\| Arbitro: \| Damato (Barletta) \| |
| Arbitro:                                         | Damato (Barletta) |       |        |                                                               |

#### Quarti di finale
| Arbitro: | Vicinanza (Albenga) |

|              |           |  |
| Vendrame 37’ | Marcatori |  |

| L'Aquila 5 marzo 2003 Ritorno | L'Aquila              | 0 – 0 |  | Stadio Tommaso Fattori\| Arbitro: \| Sacco (Civitavecchia) \| |
| Arbitro:                      | Sacco (Civitavecchia) |       |  |                                                               |

#### Semifinali
| Arbitro: | Herberg (Messina) |

|                          |           |             |
| C. Pazzi 54’ (rig.), 80’ | Marcatori | 2’ Paratici |

| Arbitro: | Pantana (Macerata) |

|                           |           |  |
| Francioso 24’, 69’ (rig.) | Marcatori |  |